# Футбол
Футболът (от английски: football, от foot, „крак“, и ball, „топка“, буквално „кракотопка“) е отборен спорт, който се играе от два отбора по 11 души със сферична топка, която тежи от 400 до 450 грама. Футболът е най-известният спорт на света.
Футболът се играе на правоъгълно поле, покрито с естествена или изкуствена трева, като целта е топката да бъде вкарана във вратата на противника, при което се отбелязва гол. Вратите на двата отбора са разположени на късите страни на правоъгълното поле. По време на игра само вратарите имат право да докосват топката с ръка, а останалите играчи обикновено я ритат с крак и в редки случаи я пресрещат с тяло или с глава. Когато някой от полевите играчи (без вратаря) докосне топката с ръка главният съдия или отсъжда нарушение или показва червен или жълт картон на нарушителя. Мачът се печели от отбора, отбелязал повече голове. При равен брой голове, в зависимост от изискванията на състезанието, резултатът може да се обяви за равен или играта да продължи в допълнително време или с дузпи.
Съвременният футбол води началото си от Англия, където през 1863 година, след създаването на Футболната асоциация, са утвърдени първите правила на играта. Международните футболни състезания се координират от Международната футболна федерация (ФИФА), която е създадена през 1904 година. Най-престижното международно състезание е Световното първенство, провеждано веднъж на четири години.

## Същност на играта
Футболът се играе по предварително определени правила, като се използва една сферична топка. Двата отбора, съставени от по единадесет играчи, се опитват да вкарат топката във вратата на противниковия отбор, ограничена от две странични и горна греда, като по този начин отбележат гол. Отборът, отбелязал повече голове в края на мача, е победител, а ако двата отбора имат равен брой голове, мачът е равен. Всеки отбор се води от капитан и има един вратар.
Основното правило е, че играчите, с изключение на вратарите, не могат умишлено да докосват топката с ръце по време на игра, макар че използват ръцете си при възобновяване на играта с тъч. Те обикновено движат топката с долната част на краката си, но могат да използват и други части на тялото, с изключение на ръцете. По време на игра, всички играчи могат да движат топката в произволна посока и да се движат свободно в игралното поле, но не могат да получават топката в положение на засада.
Обикновено футболистите се стремят да създават възможности за отбелязване на гол чрез индивидуален контрол върху топката, подаване на топката на съотборник и у̀дари към вратата, която се пази от противниковия вратар. Играчите на другия отбор се опитват да установят контрол върху топката като прехващат подавания или я отнемат от играча, който я владее. Нужно е обаче те да се съобразяват с правилата, които ограничават физическия контакт между противниците. Футболната игра тече непрекъснато, като се спира само когато топката напусне игралното поле или когато бъде спряна от съдията, а след такова прекъсване се възстановява по определен с правилата начин.
За правилното развитие на даден футболен мач следи съдийска тройка, която се състои от един главен съдия и двама помощници, до които главният може да се допитва. Двамата помощник-съдии нямат право да вземат решения вместо главния. Съдиите си служат със специални знаменца, с които посочват мястото на нарушението. В повечето мачове има и резервен съдия, който се грижи за реда на резервните скамейки и известява смените. Ако главният съдия не може да изпълнява ролята си, то той бива заместен от резервния.

## История, развитие и значение
Футболът датира от хиляди години, като се има предвид, че в древните Китай, Елада и Рим са се играли подобни игри. ФИФА има научни доказателства, че първата игра, подобна на футбола е куджу, която се е играла за военно обучение в Китай през 300 – 200 г. пр.н.е. В Япония още се играе подобна игра, наречена „кемари“.
Официално за родина на този спорт се приема Англия, където са постановени първите футболни правила, а за официална рождена дата се приема годината 1863. Първите неофициални общи правила са създадени от университета Кеймбридж през 1846 г.
През 1880 Футболната асоциация на Англия, опасявайки се от загубата на връзка с Шотландия, поканва последната заедно с Уелс, Северна Ирландия и местните организации да сформират общ комитет. Първоначално, поради отказа на Шотландия, такъв не е сформиран, но по-късно те се съгласяват да се включат. Първото общо заседание се състои през 1882. По това време само този комитет има право да изменя правилата на играта.
На 2 март 1888 г. ръководителят на английския отбор от Бирмингам Астън Вила праща писма до клубовете Блекбърн Роувърс, Болтън Уондърърс, Престън Норт Енд и Уест Бромич Албиън, в които изразява своето разочарование от факта, че все по-малко хора посещават футболните срещи, а и самите те не са достатъчни да запълнят целия годишен календар. Затова той представя идеята си за създаване на редовно първенство с участието на определен брой тимове и използването на кръгова система при провеждането на футболните срещи. Три седмици по-късно петте клуба се събират и учредяват лигата, а ръководителят на Астън Вила, Макгрегър е избран за председател. Първенството започва на 8 септември 1888. Първият шампион на Англия е Престън Норт Енд, който печели и ФА Къп през същата година, без да допусне нито един гол в турнира. Шотландците и ирландците последват този пример две години по-късно. През 1891 г. се въвеждат странични съдии и отсъждане на наказателен удар (дузпа). През 1898 се въвежда промоция и изпадане между първите две дивизии на английския футбол.
В съвременната епоха по отношение на броя на играчите на всички нива футболът е на второ място по лека атлетика и заема първо място сред отборните спортове. Съвременната история на футболната топка започва в средата на деветнадесети век, когато Чарлз Гудиер проектира първата топка, направена от вулканизиран каучук. Седем години по-късно, през 1862 г., друг изобретател, Ричард Линдън, създава първата надуваема гумена камера за топка. По-късно Линдън разработи помпа за камерата и на изложба в Лондон неговото изобретение спечели златен медал във футбола.
Футболът се играе всеки ден от милиони хора в повече от 200 държави. Несъмнено простите му правила и почти липсващите изисквания спомагат за разпространяването и увеличаването на известността му. В много части на света, най-вече в Европа, Южна Америка и все повече в Африка, футболът предизвиква големи емоции и играе важна роля за всекидневието на отделните запалянковци, местни общности и дори цели държави. Милиони хора играят в любителски отбори или редовно посещават стадиони, за да подкрепят своите любимци, или просто наблюдават футболните мачове по телевизията, в Интернет или като слушатели по радиото. Медийните права за излъчването на футболни срещи и турнири са едни от основните приходи, с които клубовете се финансират. Котдивоарската гражданска война е приведена до временно примирие, след като националния отбор се класира за финалите на Световното първенство през 2006 година. С противоположен заряд са събитията от 1969 година, когато футболните страсти стават повод за избухването на т.нар. Футболна война между Ел Салвадор и Хондурас.

## Играчи и екипировка
Футболният отбор се състои от 6 до 11 играчи – един вратар и 10 полеви (и определен брой резервни футболисти според правилата на асоциацията). Най-често всеки отбор си има старши треньор, на когото е поверена спортната подготовка на отбора – постоянно или с оглед на конкретен турнир или състезание. Основните позиции на футболистите на терена са:
- Вратар – играчът, който пази на вратата, за да не бъде отбелязан гол. Единствено той има право да играе с ръце в рамките на наказателното поле. Вратарят е неприкосновен в „малкото наказателно поле“ и всяко действие срещу него се наказва с нарушение. Ако вратарят излезе извън наказателното поле, той няма право да играе с ръце и добива статут на обикновен футболист.
- Защитници (разделят се на странични бекове, стопери и централни защитници) – задачата им е да отбраняват територията пред собствената си врата. Целта на страничните бекове е да се разбие основната атака на „крилата“ на противника, централните защитници следят нападателите на противника, а стоперите са последната преграда пред вратата. С развитието на играта, стоперите се използват все по-малко. С термина „защита“ се означава тактика в играта, възприета или наложена, при която се цели отблъскване на противниково нападение и опазване на собствената врата. Различните игрови системи предвиждат различен брой защитници.
- Полузащитници (още халфове – разделят се на дефанзивни, централни и атакуващи според задачите, и на крила и централни, според позицията по широчината на полето) – изпълняват задачите от централната част на терена. Дефанзивните полузащитници се грижат за подпомагане на защитата. Тяхната основна цел е разбиването на противниковата атака още в средата на терена. Централните полузащитници са универсални и участват както в нападение, така и в защита. Атакуващите подпомагат нападателите, като бързо могат да увеличат бройката на атакуващите футболисти и да изнесат правилно напред топката.
- Нападатели (Разделят се на крила, леки и тежки (тарани) нападатели) – осигуряват атаките на отбора. Основната цел на нападателите е отбелязването на гол в противниковата врата. Крилата (понякога се припокриват с атакуващите халфове) се използват предимно за центриране на топката към тараните. Леките нападатели са повратливи и скоростни футболисти, които могат да избегнат действията на защитниците. Таранът най-често стои в предни позиции и изчаква подаване от друг футболист. Неговата основна цел е завършващият удар. На теория таранът най-често отбелязва головете.

Облеклото на футболистите по време на игра включва: фланелка с номер, гащета, чорапи (гети), предпазни кори и калеври/бутонки. Облеклото на вратаря трябва да се отличава по цвят от облеклото на съотборниците му. Номерът на фланелката е на гърба и е с размери 25 на 4 cm – от номер едно (за вратаря на отбора) до 11 за полевите играчи. С числата от 12 до 18 са маркирани резервните (за дадено) състезание играчи. В съвременния футбол не е задължително футболистите, които играят на терена да носят номера от 1 до 11, и често се случва на терена дори да няма футболисти с тези номера. Най-големият номер, който може да бъде използван от футболист, е 99.

## Правила, нарушения и термини във футбола
Футболът е игра с топка, която се играе от два отбора, всеки от които се състои от 11 играча, като всеки отбор се стреми да вкара повече голове отколкото противника. С понятието гол се обозначава положението, при което топката преминава с целия си обем т.нар. голлиния и влиза във вратата (тя се намира между двете странични греди и под напречната греда).
Играчите в един отбор се делят на вратар, защитници, полузащитници (на английски: midfielder – играч в средата на терена) и нападатели. Всеки пост има определени функции – вратарят пази вратата от голове и има право, в определеното около нея наказателно поле, да играе с топката с ръце; защитниците подпомагат вратаря в опазването на вратата, полузащитниците насочват играта към противниковата врата, а нападателите се опитват да вкарат голове (макар че не само те, а всеки да може да вкара гол).
Футболът се играе най-вече с крака (на английски: foot – „крак“, „ходило“), но играчите могат да използват абсолютно всяка част от тялото си, освен ръцете, за да играят с топката. При игра с ръка противниковият отбор получава възможност един от състезателите му да изпълни наказателен удар, а ако това стане в прилежащото към собствената врата наказателно поле (в което вратарят може да играе с ръце), се отсъжда дузпа – `лице в лице` с вратаря – която е пряк удар към вратата от 11 метра.
Един футболен мач продължава минимум 90 минути, разделени на две части по 45 минути с поне 10-минутна почивка между тях. Треньорите на отборите, които определят тактиката и стартовия състав, могат да направят за целия мач по три (в някои първенства до пет) смени на играчи от наличните резервни футболисти. По принцип е възможен равен резултат, освен в срещи на пряка елиминация, когато е нужно да се излъчи победител – тогава може да се играят две допълнителни части, наречени продължения, от по 15 минути без почивка между тях. Според някои правила в продълженията може да се излъчи победител преди края на вторите 15 минути ако се използва правилото на „златния“ или „сребърния гол“. Ако и след това резултатът е равен, се изпълняват дузпи – по 5 от всеки отбор. При нов равен резултат се изпълнява по една дузпа от отбор до излъчване на победител.

### Жълт и червен картон
Жълтият и червеният картон са въведени през 1970 г. Жълтият картон се присъжда на играч, за да го предупреди за сериозно допуснато от него нарушение или неспазване на правилата. Два жълти картона в един мач, присъдени на един и същ играч, довеждат до червен картон, от който следва отстраняване на провинилия се играч от терена. За особено сериозни нарушения понякога съдията отсъжда директен червен картон, който често води със себе си забрана за поява в следващи официални мачове, в зависимост от правилата на съответната футболна федерация. Отстраняването от игра е тежко индивидуално наказание на провинил се играч, което уронва неговия авторитет. Отстраненият чрез червен картон играч не може да бъде заместен от резервен. Обикновено всички нарушения (спъване, хващане на топката с ръка, препречване – играчът няма намерения да играе с топката, но препречва пътя на противника, у когото е топката, и това може да е повод за нарушение), по време на игра се наказват с определен картон. Най-тежкото наказване на футболист за една среща е получаването на 1 жълт и 1 директен червен картон.

### Ъглов удар (корнер, корнър)
Характеристиките на ъгловия удар са описани в параграф 17 на приетите от Международния борд на футболните асоциации футболни правила.
Корнерът (от английски: corner – „ъгъл“) е вид статично положение във футбола и един от начините за подновяване на играта, който се присъжда при изваждане на топката отвъд линията на защитаваната от отбора врата, в това число и в случаите, когато тя е влязла във вратата, но правилата не допускат да бъде отсъден (авто)гол. От ъглов удар може директно да бъде отбелязан гол, но не и автогол.
Топката се поставя в ъгъла, който е по-близо до мястото, от което топката е излязла от игра. като трябва да бъде в границите на сектора, ограничен от дъгата за изпълнение на ъглов удар с радиус 1 ярд (91 см.). Всички играчи трябва да са на разстояние поне 10 ярда (9,15 метра) от топката. Нарушението на това правило може да доведе до получаване на жълт картон.
Топката влиза в игра тогава, когато е ритната и следователно е в състояние на движение.
Както при останалите статични положения изпълняващият удара няма право да играе повторно с топката преди това да е направил някой друг играч. Нарушаването на това правило се наказва с непряк свободен удар.

### Странично хвърляне (тъч)
Тъчът (от английски: touch – „докосвам, пипам“) е футболен термин, който обозначава връщането на топката в игра, след нейното излизане извън очертанията на игрището, през някоя от двете странични надлъжни (тъч) линии. Ако играч на единия отбор изкара топката от терена, друг играч от противниковия отбор трябва да изпълни тъча. Топката се хвърля с две ръце, над главата, по посока на предпочетен играч, за да влезе в игра, а краката трябва да са неподвижни. Тя се връща в игра от мястото, от където е напуснала игрището. При тъч няма засада, а ако топката влезе във вратата на противника без да е докосната от футболист, голът не се зачита.

### Фаул
Фаулът (от английски: foul – „нарушение“) е нарушение във футболната игра, което може да се извърши във всяка част на терена (с изключение в двете наказателни полета). Фаул се отсъжда при положение, че са нарушени футболните правила от даден състезател, чрез умишлено блъскане, удряне, препречване, задържане и други видове нередности. В зависимост от степента на нарушението, то може да доведе до жълт или червен картон за провинилия се играч.

### Аут
Аут (от английски: out – „навън“) се нарича положение, при което топката е излязла („с цялата си окръжност“) извън очертанията на игрището, през голлинията, като преди това е била докосната от играч на нападащия отбор.

### Гол
Гол (от английски: goal – „цел“) се нарича попадението на топката в противниковата врата, но при условие, че топката е преминала голлинията. Отбелязаните голове носят точки, които определят крайния резултат, по който се определя и победителя.

### Наказателен удар (Дузпа)
Характеристиките на дузпата са описани в параграф 14 на приетите от Международния борд на футболните асоциации футболни правила.
Дузпа (от френски: douze pas, дванадесет крачки, на английски: Penalty, наказание) е наказателен удар във футболната игра, който по същество представлява частен случай на прекия свободен удар, доколкото се присъжда при извършване на същите нарушения, но когато те са в границите на собственото наказателно поле. Ударът се изпълнява от специално определена точка в наказателното поле, намираща се на 11 метра (12 ярда) от голлинията. Преди топката да бъде вкарана в игра, всички играчи с изключение на изпълняващия удара трябва да се намират извън наказателното поле, зад линията, на която се намира точката за изпълнение на дузпа и на минимум 9.15 m (10 ярда) от нея. Преди изпълнението на дузпата вратарят трябва да е застанал на голлинията, но има правото да се движи по нея. Ако бъде отсъдена дузпа в самия край на полувремето или срещата, игровото време трябва да бъде продължено до изпълняването на удара. Дузпата се изпълнява само след като съдията даде сигнал със съдийската свирка. В случай че някой от играчите навлезе в наказателното поле преди изпълнителят да е отправил удар към вратата или вратарят се придвижи напред спрямо голлинията, решението на съдията дали изпълнението трябва да се повтори или не, е винаги във вреда на нарушилия правилата.

### Автогол
Автогол е термин във футбола и в други отборни спортове, който означава гол, отбелязан от играч във вратата на своя отбор.

### Засада
Характеристиките на засадата са описани в параграф 11 на приетите от Международния борд на футболните асоциации футболни правила.
Засадата (на английски: offside, извън страната) представлява наказуемо нарушение на правилата на футболната игра. Един играч попада в засада, когато е по-близко до линията на вратата на противника отколкото топката и предпоследния играч в отбраната на противниковия отбор като едновременно с това по някакъв начин влияе на развитието на играта.
Засада не се отсъжда, когато:
- Играчът се намира в отбраняваната от неговия отбор половина на игрището
- Между него и линията на вратата на противника има поне двама противникови играчи, с които атакуващият да е на една линия
- Топката се получава след удар от вратата, след изпълнение на тъч (от страничната линия), или след изпълнение на ъглов удар
- Когато при подаването топката е по-близо до линията на вратата от получаващия играч (т.е. получаващият я играч е зад линията на топката)

Засадата се отбелязва от съдията едва когато той установи, че играчът, попаднал в положение на засада, влияе на развитието на играта.
Засадата се санкционира с непряк свободен удар в полза на защитаващия се отбор.

### Свободни удари
Свободен удар (на английски: free kick, свободен удар с крак) се нарича вкарването на топката в игра след нарушение на правилата. Най-често се изпълняват в близост до наказателните полета край двете врати, но в отделни случаи могат да се изпълнят и в наказателното поле. Свободните удари биват два типа:

#### Непряк свободен удар
Характеристиките на непрекия свободен удар са описани в параграфи 12 и 13 на приетите от Международния борд на футболните асоциации футболни правила.
непряк свободен удар се отсъжда при засада, опасна игра (при изричното условие, че няма съприкосновение с противника), препречване пътя на противников играч, когато футболист пречи на вратаря на противника да вкара топката в игра, както и при някои нарушения на вратаря: ако отиграе с ръка топка, върната с крак от футболист от неговия отбор, ако отиграе с ръка топката от тъч, изпълнен от негов съотборник, ако задържи топката в ръце за повече от шест секунди, или ако повторно играе с топката с ръце, след като вече веднъж се е освободил от нея. Непрекият свободен удар се изпълнява от произволна точка в наказателното поле на отбора, в чиято полза е отсъден (ако нарушението е направено в неговите граници) или от точното място на нарушението, с изключение на случаите когато то е във вратарското поле на санкционирания отбор – в такъв случай се изпълнява от най-близката точка от линията на вратарското поле; при това играчите на отбора, извършил нарушение, с цел да попречат на директния обстрел обикновено се нареждат на голлинията.
От непряк свободен удар не може директно да бъде отбелязан гол – ако при неговото изпълнение топката (без с нея да е играл някой друг освен изпълняващия удара) попадне в противниковата врата се отсъжда аут, а ако попадне в собствената – ъглов удар.

#### Пряк свободен удар
Пряк свободен удар се отсъжда за нарушение извън наказателното поле и чрез него директно може да се вкара гол. При изпълнението му противниковите играчи се отдалечават на 9,15 м (10 ярда*) от състезателя, който го изпълнява. Отсъжда се при грубо нарушение на правилата на играта.

### Пас
Пас (на английски: pass, подавам на) се нарича подаването на топката с удар към съотборник, а пасовете биват къси и дълги в зависимост от разстоянието.

## Техники (тактики) и схеми на игра във футбола
- Стена – Подреждане на играчите един до друг от един до петима при изпълнение на опасен наказателен удар, който застрашава вратата им.
- Персонално покритие – Игрова тактика, при която няколко от противниковите играчи (главно от нападението) се покриват с неотстъпно присъствие от подходящи състезатели.
- Пласиране – Заемане на изгодна позиция за участие (намесване) в играта. Пласирането е колективно, когато засяга няколко играчи придвижващи се едновременно на позиция, в която могат да „очакват“ топката, и индивидуално.
- Двойно подаване – Игра между двама играчи за преодоляване на противника – подаване от единия на другия и връщане обратно към него, след като той междувременно е пробягал известно разстояние. При това движение се образува „триъгълник“.
- Италианска система – При този вид техника двама защитници действат пред вратата, двама странични (крайни) полузащитници покриват крилата на противника, а централният полузащитник играе изтеглен назад (либеро; метач), като покрива оголените от стоперите зони и изчиства преминалите през тях топки. Негова задача е също така да изнася топката. В съвременния футбол много малко отбори играят с либеро.
- Шпагат – Шпагатът е футболен похват за отнемане на топката от противников състезател. При извършването му състезателят силно изнася напред крака си, а тялото си отмята назад.

## Футболно игрище
Всички характеристики на игралното поле са описани в параграф 1 на приетите от Международния борд на футболните асоциации футболни правила. Доколкото исторически правилата са формулирани за пръв път в Англия и са признати от четирите британски футболни организации, включително и от IFAB, първоначално стандартните размери на футболното игрище се изразяват в имперски единици. Днес размерите му се изразяват с приблизителни метрични еквиваленти (последвани от традиционни единици в скоби), въпреки че много от англоговорещите страни като Великобритания например все още използват старите имперски мерни единици.
Дължината на игрището за международни мачове е от порядъка на 100 – 110 m, а ширината – 64 – 75 m. Игрищата за немеждународни мачове може да имат дължина 90 – 120 m и 45 – 90 m ширина, стига да не се получава квадрат.
Очертанията по дължината на полето се наричат странични линии (разг. още тъчлинии, сайдлинии), докато тези по неговата ширина – линии на вратата (разг. аутлинии). Гредата е елемент от вратата, която може да бъде (по сечение) кръгла, елипсовидна или четвъртита, но не по-дебела от 12 cm. Вратата е ограничено с две вертикални стълба и една напречна греда пространство, в което при попадане на топката се отбелязва гол. Тя има ширина 7,32 m (8 ярда) и височина 2,44 m. (8 фута). Частта от аутлинията, обособена от вратата се нарича голлиния. Вратите са с формата на правоъгълник и се поставят в средата на двете аутлинии. Средната линия е тази, която минава през центъра на игрището.
С термина наказателно поле се обозначава територията пред вратата, представляваща четириъгълник със странични линии, дълги по 16,5 m (18 ярда), всяка отстояща на 16,5 m (18 ярда) от съответната странична греда на вратата, съединени с линия, успоредна на линията на вратата. Нарушенията в тази част на игрището се наказват най-често с изпълнение на дузпа. Вратарското поле е част от наказателното и представлява четириъгълник със странични линии по 5,50 m (6 ярда), всяка отстояща на 5,50 m от съответната странична греда на вратата. Дъга се нарича очертанието пред наказателното поле, което осигурява дистанцията от топката, която трябва да спазват играчите при изпълнение на дузпа. Тя представлява част от окръжност с радиус 9,15 m (10 ярда) и център точката за изпълнение на дузпа.
Централният кръг е част от игрището с радиус 9,15 m (10 ярда). Геометричният център на този кръг е и център на самото футболно игрище. Право на пръв удар се получава след теглене на жребий (най-често с ези и тура), след което играч от отбора получил правото да започне играта застава в него и осъществява първия удар по топката. Всички останали футболисти трябва да бъдат извън централния кръг, докато топката не влезе в игра.
Ъглово поле е пространството от терена, очертано дъгообразно с радиус на дъгата 1 m и център – ъгловата точка. Ъгловата дъга се очертава с радиус 1 m от ъгловата точка, където е и мястото за изпълнение на ъгловия удар (корнера). Ъгловото знаме се забива в ъгъла на игрището и е високо около 150 cm. Флагът (има се предвид оцветената част от знамето, т.е. парчето плат) има размери 40х60 cm, а дръжката на знамето е с незаострен горен връх.
Игрището може да е затревено със специално поддържана трева или да е с изкуствена трева, която не се нуждае от поддръжка. В случай, когато игрището е със синтетично покритие, то трябва да е зелено на цвят. Линиите, с които се очертават границите на игрището, трябва да са ярко видими (най-често бели на цвят) и с ширина не повече от 12 cm.

## Ръководни структури, организации и първенства
- ФИФА
- Световно първенство по футбол
- УЕФА
- Европейско първенство по футбол
- Шампионска лига
- КЕШ
- Английски футбол
- БФС
- А футболна група
- Б футболна група

- Източна Б футболна група
- Западна Б футболна група

- Купа на България
- Суперкупата на България

## Най-добрите футболисти
Съществуват много класации за най-добри футболисти в историята на футбола. Съставени са от различни институции, за различни периоди от време и по различни критерии, и като такива не са лишени от субективизъм.

### Идеалният тим от най-добрите футболисти за ХХ век
Класиране на най-добрите играчи за ХХ век по версии на:
| Списание „Плакар“ (Бразилия) от ноември 1999 г.: 1. Едсон Арантес до Насименто – Пеле (Бразилия) 2. Диего Армандо Марадона (Аржентина) 3. Йохан Кройф (Нидерландия) 4. Мануел Франциско дос Сантос – Гаринча (Бразилия) 5. Франц Бекенбауер (Германия) 6. Алфредо Ди Стефано (Аржентина) 7. Ференц Пушкаш (Унгария) 8. Мишел Платини (Франция) 9. Еузебио Ферейра да Силва (Португалия) 10. Ромарио де Соуса Фариа (Бразилия) 11. Лев Яшин (Русия) | Списание „Франс футбол“ (Франция) от 1999 г.: 1. Пеле (Бразилия) 2. Диего Марадона (Аржентина) 3. Йохан Кройф (Нидерландия) 4. Алфредо ди Стефано (Аржентина) 5. Мишел Платини (Франция) 6. Франц Бекенбауер (Германия) 7. Ференц Пушкаш (Унгария) 8. Марко ван Бастен (Нидерландия) 9. Артур Антунес Коимбра – Зико (Бразилия) 10.-11. Герд Мюлер (Германия) 10.-11. Лев Яшин (Русия). |

Списание „World Soccer“ (Англия) от 1999 г.:

1. Пеле (Бразилия)

2. Диего Марадона (Аржентина)

3. Йохан Кройф (Нидерландия)

4. Франц Бекенбауер (Германия)

5. Мишел Платини (Франция)

6. Алфредо ди Стефано (Аржентина)

7. Ференц Пушкаш (Унгария)

8. Джордж Бест (Северна Ирландия)

9. Марко ван Бастен (Нидерландия)

10. Еузебио (Португалия)

11. Лев Яшин (Русия)
Списание „Гуерин спортиво“ (Италия) от 1999 г.:

1. Пеле (Бразилия)

2. Диего Марадона (Аржентина)

3. Алфредо ди Стефано (Аржентина)

4. Йохан Кройф (Нидерландия)

5. Джузепе Меаца (Италия)

6. Ференц Пушкаш (Унгария)

7. Валентино Мацола (Италия)

8. Хуан Скиафино (Уругвай)

9. Мишел Платини (Франция)

10. Франц Бекенбауер (Германия)

Списание „Дейли Мейл“ (Англия) от 2009 г., публикувана в сайтове „Winner.bg“ и „САЩ 94“ (България):

1. Пеле (Бразилия)

2. Диего Марадона (Аржентина)

3. Йохан Кройф (Нидерландия)

4. Джордж Бест (Северна Ирландия)

5. Зинедин Зидан (Франция)

6. Ференц Пушкаш (Унгария)

7. Мишел Платини (Франция)

8. Боби Чарлтън (Англия)

9. Алфредо ди Стефано (Аржентина)

10. Франц Бекенбауер (Германия)

КОМПЛЕКСНО КЛАСИРАНЕ 
от петте класации

1. Пеле (Бразилия)

2. Диего Марадона (Аржентина)

3. Йохан Кройф (Нидерландия)

4. Алфредо ди Стефано (Аржентина)

5. Ференц Пушкаш (Унгария)

6. Франц Бекенбауер (Германия)

7. Мишел Платини (Франция)

8. Гаринча (Бразилия)

9. Марко ван Бастен (Нидерландия)

10.-11. Еузебио (Португалия), Зико (Бразилия)

Списание „Футбол Интернационал“ (Нидерландия) – отбор от най-добрите футболисти на всеки пост по системата 4-3-3:
1. Лев Яшин (Русия);
2. Карлос Алберто Торес (Бразилия);
3. Франц Бекенбауер (Германия);
4. Паоло Малдини (Италия);
5. Франк Рийкард (Нидерландия);
6. Йохан Кройф (Нидерландия);
7. Гаринча (Бразилия);
8. Алфредо ди Стефано (Аржентина);
9. Пеле (Бразилия);
10. Диего Марадона (Аржентина);
11. Франсиско Хенто (Испания).

### Идеалният отбор от най-добрите футболисти за 1992 – 2002 г.
1. Оливер Кан (Германия);

2. Кафу (Бразилия); 3. Франк де Бур (Нидерландия); 5. Паоло Малдини (Италия) 4. Роберто Карлош (Бразилия);
 7. Дейвид Бекъм (Англия); 6. Марсел Десаи (Франция); 8. Луиш Фиго (Португалия); 10. Зинедин Зидан (Франция);

9. Роналдо (Бразилия); 11. Ривалдо (Бразилия).

### Най-добрите футболисти в света през XXI век
Сайт „VBOX7“ (България) от 2008 г.:

1. Лионел Меси (Аржентина);

2. Кристиано Роналдо (Португалия);

3. Стивън Джерард (Англия);

4. Сеск Фабрегас (Испания);

5. Фернандо Торес (Испания);

6. Робиньо (Бразилия);

7. Самуел Ето'о (Камерун);

8. Кака (Бразилия);

9. Шави Ернандес (Испания);

10. Роналдиньо (Бразилия).

### Идеалният отбор от най-добрите футболисти за 2002 – 2012 г.
1. Икер Касияс (Испания);

2. Серхио Рамос (Испания); 3. Фабио Канаваро (Италия); 5. Алесандро Неста (Италия); 4. Филип Лам (Германия);
 6. Чаби Алонсо (Испания); 8. Шави (Испания); 10. Роналдиньо (Бразилия); 11. Райън Гигс (Уелс);

7. Кристиано Роналдо (Португалия); 9. Лионел Меси (Аржентина).

### Идеалният тим от най-добрите футболисти за XXI век
През януари 2012 г. Европейската футболна централа УЕФА съставя символичен отбор на XXI век. Тимът е комплектован въз основа на 11 ежегодни анкети сред феновете, провеждани от началото на века на сайта на УЕФА.
1. Икер Касияс (Испания);

2. Дани Алвеш (Бразилия); 3. Джон Тери (Англия); 5. Алесандро Неста (Италия); 4. Карлес Пуйол (Испания);
 6. Андрес Иниеста (Испания); 8. Шави (Испания); 10. Зинедин Зидан (Франция);

7. Кристиано Роналдо (Португалия); 9. Лионел Меси (Аржентина); 11. Тиери Анри (Франция).
Резерви: Джанлуиджи Буфон (Италия), Кака и Роналдиньо (Бразилия), Стивън Джерард (Англия) и Павел Недвед (Чехия).

### Идеалният отбор от 11 живи легенди на футбола
Публикуван е в Sportinglife.bg на 17 декември 2015 г. Включва живи футболисти, завършили кариерата си.

1. Дино Дзоф (Италия);
 2. Кафу (Бразилия); 3. Франко Барези (Италия); 4. Паоло Малдини (Италия); 5. Франц Бекенбауер (Германия);
 6. Боби Чарлтън (Англия) [† 2023 г.]; 7. Зинедин Зидан (Франция); 8. Йохан Кройф (Нидерландия) [† 2016 г.];
 9. Роналдо (Бразилия); 10. Пеле (Бразилия) [† 2022 г.]; 11. Диего Марадона (Аржентина) [† 2020 г.].

### Идеалният отбор на „Франс футбол“ за всички времена
Френското списание „Франс футбол“ обявява идеалния отбор за всички времена по системата 3-4-3 с двама дефанзивни и двама офанзивни халфове. Имената на играчите в състава са избрани след гласуване от 140 журналисти от цял свят.
1. Лев Яшин (Русия);
2. Кафу (Бразилия);
3. Франц Бекенбауер (Германия);
4. Паоло Малдини (Италия);
5. Лотар Матеус (Германия);
6. Шави (Испания);
7. Кристиано Роналдо (Португалия);
8. Диего Марадона (Аржентина);
9. Роналдо (Бразилия);
10. Пеле (Бразилия);
11. Лионел Меси (Аржентина).

В състава липсват футболисти от Франция, Англия и Нидерландия.

### Идеалният отбор от най-добрите футболисти за всички времена
Въз основа на направените класации идеалният отбор от най-добрите футболисти за всички времена може да включва следните футболисти:
1. Лев Яшин (Русия);
2. Кафу (Бразилия);
3. Фабио Канаваро (Италия);
4. Серхио Рамос (Испания);
5. Франц Бекенбауер (Германия);
6. Мишел Платини (Франция);
7. Кристиано Роналдо (Португалия);
8. Йохан Кройф (Нидерландия);
9. Лионел Меси (Аржентина);
10. Диего Марадона (Аржентина);
11. Пеле (Бразилия).

Резерви: Икер Касияс (Испания); Паоло Малдини и Алесандро Неста (Италия); Шави Ернандес и Андрес Иниеста (Испания), Зинедин Зидан (Франция), Стивън Джерард и Боби Чарлтън (Англия); Алфредо ди Стефано (Аржентина), Ференц Пушкаш (Унгария), Гаринча (Бразилия).

### Най-скъпо платените футболисти
С течение на времето класата на професионалните футболисти все по-силно се отразява на заплащането им. Естествено, то зависи и от финансовите възможности на клубовете, в които играят. Според данни от френското спортно издание „L'Equipe“, през 2019 г. с най-висока брутна месечна заплата са били следните футболисти:
1. Лионел Меси (Пари Сен Жермен) – 8 300 000 евро

2. Кристиано Роналдо (Манчестър Юнайтед) – 4 500 000 евро

3. – 5. Неймар (Пари Сен Жермен), Антоан Гризман (Барселона) и Луис Суарес (Барселона) – 3 000 000 евро

6. – 7. Гарет Бейл и Еден Азар (Реал Мадрид) – 2 500 000 евро

8. Килиан Мбапе (Пари Сен Жармен) – 1 900 000 евро.